# Kim Possible
Cet article concerne la série télévisée d'animation. Pour l'adaptation en téléfilm en prise de vues réelle, voir Kim Possible (téléfilm).
Kim Possible est une série télévisée d'animation américaine en 87 épisodes de 22 minutes, créée par Mark McCorkle et Bob Schooley et diffusée entre le 7 juin 2002 et le 7 septembre 2007 sur Disney Channel.
En France, la série a été diffusée à partir du 18 septembre 2002 sur Disney Channel France et rediffusée en clair à partir du 2 mars 2003 sur TF1 dans les émissions Club Disney et Tfou. Au Québec, elle a été diffusée à partir du 6 septembre 2003 à la Télévision de Radio-Canada.
La série a pour trame principale les aventures d'une lycéenne, Kim Possible, qui est une aventurière, tentant de déjouer les complots d'ennemis puissants, toujours accompagné par son meilleur ami, Robin Trépide (Ron Stoppable en version originale).
La série est composée de quatre-vingt-sept épisodes, dont six ayant servi pour deux téléfilms, répartis sur quatre saisons. C'est la deuxième série d'animation de Disney Channel après Cool Attitude et la première création originale en matière de série du studio Walt Disney Television Animation. Elle était également la série d'animation la plus longue de l'histoire de la chaîne avant d'être surpassée par Phinéas et Ferb.
Kim Possible est nommée à de multiples cérémonies de récompenses, notamment au Primetime Emmy Award du meilleur programme d'animation en 2003 pour l'épisode pilote, intitulé Coup de cœur, puis au Daytime Emmy Award du meilleur programme d'animation pour enfant en 2004 et en 2005. La série est un mélange de plusieurs genres, combinant action, espionnage et aventure tout en y ajoutant des éléments propres aux Teen drama.
La série s'est distinguée des autres productions de la chaîne pour son humour et ses références lui permettant d'attirer des spectateurs adultes. Elle aborde également des thèmes forts comme le féminisme et les relations entre amis, ce qui fait qu'elle est souvent comparée à d'autres productions de l'époque mettant en scènes des femmes fortes comme Buffy contre les vampires ou Alias.
C'est la première série d'animation de la chaîne à être adaptée en prise de vues réelle avec un téléfilm de la collection des Disney Channel Original Movie, diffusé en 2019.

## Synopsis
Kim Possible est une lycéenne habitant dans la ville de Middleton. Mais elle est aussi une aventurière qui tente de faire barrage aux plans machiavéliques de divers personnages qui désirent conquérir le monde, ou à d'autres criminels qu'il faut impérativement arrêter, tels que le Docteur Drakken accompagné de sa complice Shego, Lord Hugo Rille, le professeur Dementor ou encore Señor Senior Senior et son fils Señor Senior Junior.
Dans ses aventures, elle est accompagnée de son meilleur ami, Robin Trépide, et dispose d'un soutien technique en la personne de Wallace, un génie informatique qui vit reclus chez lui. Ils sont également accompagnés par le taupinet tondu (un rat-taupe nu) de Robin, baptisé Rufus.
Kim doit concilier sa vie d'adolescente avec ses amours, son statut de chef de l'équipe de pom-pom girls du lycée de Middleton, sa rivalité avec Bonnie Rockwaller ou encore ses amis avec les différentes missions qu'elle doit relever.

## Distribution

### Voix originales
- Christy Carlson Romano : Kim Possible (en) and the Theme song singer
- Will Friedle : Ron Stoppable (Robin Trépide)
- Nancy Cartwright : Rufus (en)
- Tahj Mowry : Wade (Wallace)
- John DiMaggio : Drew Theodore P. Lipsky (Dr Drakken), Motor Ed
- Nicole Sullivan : Shego (en)
- Kirsten Storms : Bonnie Rockwaller
- Gary Cole : Dr James Possible
- Jean Smart: Dr Ann Possible
- Patrick Warburton : Steve Barkin (Steve Barry)
- Tom Kane : Monkey Fist (lord Hugo Rille)
- Patton Oswalt : Pr Dementor
- Brian George : Duff Killigan
- Ricardo Montalban : Señor Senior Senior
- Earl Boen : Señor Senior Senior (2e voix)
- Nestor Carbonell : Señor Senior Junior
- Rider Strong : Brick Flagg
- Raven-Symoné : Monique
- Elliott Gould : Mr Stoppable
- Joe Ranft : Homme à la rue

 Sauf indication contraire, les informations mentionnées dans cette section peuvent être confirmées par la base de données cinématographiques IMDb,  présente dans la section « Liens externes ».

### Voix françaises
- Noémie Orphelin : Kim Possible et l'interprète du générique
- Donald Reignoux : Robin Trépide
- Alexis Tomassian : Robin Trépide (voix de remplacement)
- Michel Elias : Rufus, Dr Drakken
- Kelyan Blanc : Wallace
- Sophie Riffont : Shego
- Céline Mauge : Bonnie Rockwaller
- Pierre Laurent : Dr James Possible
- Christian Pélissier : Steve Barry, Pr Dementor (4e voix)
- François Siener : Steve Barry (voix de remplacement), Señor Senior Senior (un épisode)
- Jean-Luc Kayser : Lord Hugo Rille
- Pascal Renwick : Pr Dementor (1re voix), Motor Ed (1re voix)
- Marc Perez : Pr Dementor (2e voix), M. Trépide (2e voix)
- Jean-Luc Kayser : Pr Dementor (3e voix)
- Antoine Tomé : Pr Dementor (saison 4)
- Hervé Caradec : Duff Killigan
- Michel Modo : Señor Senior Senior
- Guillaume Orsat : Señor Senior Junior
- Pascal Grull : Brick Flagg
- Pierre Tessier : Brick Flagg (un épisode)
- Laurence Sacquet : Monique
- Éric Legrand : M. Trépide (1re voix), voix additionnelles
- Michel Vigné : Motor Ed (saison 4) 1re voix)
- Kelly Marot : Joss Possible
- Gérard Surugue : Voix Additionnelles
- Dorothée Pousséo : Artie, voix Additionnelles
- Mathias Mella : Jim et Tim Possible

 Source et légende : version française (VF) sur RS Doublage

## Production

### Genèse du projet

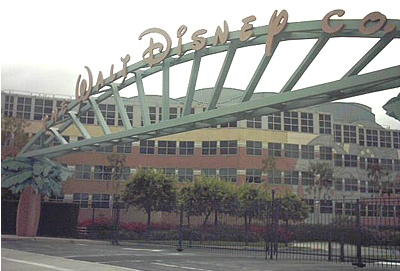
C'est dans le Frank Wells Building que Schooley et McCorkle inventent le personnage de Kim Possible.

Bob Schooley et Mark McCorkle sont des scénaristes travaillant pour les studios Disney. Les deux hommes écrivent notamment le scénario de la série dérivée Les Aventures de Buzz l'Éclair (Buzz Lightyear of Star Command) ainsi que des suites de film Le Retour de Jafar (The Return of Jafar) et Aladdin et le Roi des voleurs (Aladdin and the King of Thieves. La chaîne de télévision Disney Channel cherche à créer une série d'animation originale, avec de nouveaux personnages, et ne pas reprendre un personnage d'un long métrage pour en faire une série. En effet, l'idée demandée par les dirigeants de la chaîne est une série qui montre des enfants ordinaires dans des circonstances exceptionnelles. Un jour, Schooley et McCorkle viennent de déjeuner et se trouvent dans un ascenseur du Frank Wells Building, bâtiment des studios Disney à Burbank. Mark McCorkle dit alors à Schooley « Kim Possible : Elle peut faire n'importe quoi » (Kim Possible: She can do anything), ce à quoi Schooley lui répond « Robin Trépide est son acolyte : il ne peut pas faire quoi que ce soit ! » (Ron Stoppable is her sidekick: he can’t do anything!),,,.
Après cette petite conversation, les deux scénaristes sont inspirés et trouvent des idées pour le développement de ce concept. Une des principales caractéristiques de la série est le fait que le personnage dominant de la série est une fille, qui se bat et apporte l'action nécessaire alors que le garçon se charge d'être la touche comique. Cela constitue une rupture avec les séries télévisées de base où le personnage mis en avant est souvent un garçon, accompagné par une fille jouant au second plan. La production de la série commence en 2000.

### Conception
La conception des personnages est réalisée par Stephen Silver et Alan Bodner. Le réalisateur Chris Bailey vient en renfort, après avoir lu le scénario et aimé le côté humoristique de la série,. La création du personnage ainsi que du physique de Kim Possible dure trois mois avant que les scénaristes obtiennent un résultat qui leur conviennent,. D'abord, les concepteurs partent sur une idée de blonde athlétique pour ce personnage principal. Néanmoins, ils cherchent un personnage beaucoup plus original. S'inspirant de Lara Croft, sans pour autant vouloir recréer un personnage existant, ils se portent sur une fille de quatorze ans, jolie et athlétique. McCorkle décrit « un personnage que les filles [peuvent] regarder et apprécier ». D'ailleurs, McCorkle et Shooley avouent que Kim Possible aurait pu être « la fille de leurs rêves au lycée ».
Pour les décors, l'équipe d'animateur s'inspire des dessins futuristes de la série Les Sentinelles de l'air, des catalogues de meubles des années 1950 ainsi que par des affiches d'anciennes attractions du parc Disneyland, basé à Anaheim en Californie. Pour représenter les personnages, à savoir des adolescents, les dessinateurs étudient les comportements ainsi que la mode des jeunes adultes. Ils s'inspirent de différents lieux, comme le lycée, pour les représenter dans l'histoire. Les choix des couleurs pour les lieux ou encore les habits sont vives.
Les épisodes de Kim Possible sont produits de la même manière. D'abord, le scénario d'un épisode est écrit sous la surveillance des créateurs Mark McCorkle et Bob Schooley qui supervisent l'évolution des personnages, de l'histoire ainsi que des décors. Ensuite, Nicholas Filippi se charge de superviser les storyboards, dessinés par les différents animateurs. Une fois les personnages et les décors faits, ils sont envoyés vers les studios se chargeant de l'animation.
Pour l'ensemble des épisodes de la série, Disney répartie le travail à travers plusieurs studios étrangers comme les coréens de Rough Draft Korea, représentés aux États-Unis par leur studio frère Rough Draft Studios, et de Starburst Animation Studios,. Le studio philippin Toon City Animation participe lui aussi à l'élaboration de la série télévisée. La série est surtout produite en animation traditionnelle, avec des logiciels comme USAnimation, Digicel FlipBook ou encore le système Cambridge pour Macintosh et Windows. Néanmoins, fidèle à ses habitudes, Rought Draft anime quelques scènes en combinant l'animation traditionnelle à l'animation par ordinateur. Dès que l'épisode est animé, il est renvoyé au département Walt Disney Television Animation qui va effectuer le montage final.
L'épisode conclut, l'enregistrement est effectué par les acteurs. Lors de la première saison, malgré leur statut de personnages principaux, Romano et Friedle jouent leurs rôles séparément. L'actrice étudie à New York et il est très difficile de réunir les différents acteurs au même moment. Pour la deuxième saison, Friedle travaille beaucoup avec John DiMaggio ou encore Nicole Sullivan. Les acteurs ont l'occasion de jouer tous ensemble seulement lors d'une saison.
Les voix sont envoyées au studio de mixage Advantage Studio, de Burbank, pour que le son, la musique et les bruitages soient ajoutés.

### Attribution des rôles

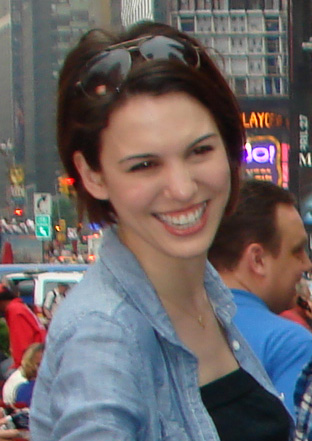
Christy Carlson Romano est la voix de Kim Possible.

Le casting des comédiens est réalisé par Lisa Schaffer. Le rôle de Kim Possible est d'abord proposé à Anneliese Van der Pol, proposition qu'elle refuse. Celle-ci préfère accepter une autre offre de Disney, qui est un second rôle dans la série télévisée Phénomène Raven (That's So Raven). Christy Carlson Romano est appelée pour être la voix de la jeune justicière. L'actrice est très connue du public par son second rôle dans la série La Guerre des Stevens (Even Stevens) où elle joue la sœur du personnage principal, interprété par Shia LaBeouf. Carlson Romano commence à jouer Kim Possible à l'âge de seize ans et le termine à l'âge de vingt-deux ans. Bob Scholley affirme que Christy Carlson Romano développait bien le personnage de Kim Possible, étant adolescente au début de la série, et fiancée, lors de l'enregistrement de la saison 4, où son personnage est officiellement en couple.
Pour le personnage de Robin Trépide, une audition est organisée. L'acteur Neil Patrick Harris auditionne mais n'est pas retenu,. Avant de signer un contrat avec la World Wrestling Entertainment, le catcheur John Cena figure lui aussi parmi les prétendants pour le rôle du coéquipier mais n'est pas choisi. C'est finalement Will Friedle qui obtient le rôle de Robin. Friedle se montre honoré de travailler avec de grands acteurs comme John DiMaggio et congratule les scénaristes Mark McCorkle et Bob Schooley. Il avoue qu'il était excité à chaque fois qu'il recevait un script d'épisode, du fait de l'humour de son personnage, un type de rôle qu'il affectionne particulièrement,.
McCorkle et Schooley écrivent le personnage de Shego pour l'actrice Nicole Sullivan. Celle-ci a collaboré avec les deux scénaristes dans Les Aventures de Buzz l'Éclair. Au départ, ce personnage ne possède qu'un statut de coéquipière du docteur Drakken mais lors de la première séance d'enregistrement, les scénaristes apprécient le travail de Sullivan, avec son côté sarcastique et intelligente, ainsi que de John DiMaggio. Une synergie s'opère entre les deux personnages ce qui inspire McCorkle et Schooley à développer un côté comique pour ce duo.
Nancy Cartwright obtient le rôle de Rufus, le rat-taupe nu de Robin. Pour son rôle, elle fait des recherches sur cet animal pour se préparer à ce personnage.

### Musique
Adam Berry est nommé compositeur de la série télévisée. Berry a déjà eu l'occasion de travailler avec le duo McCorkle-Schooley sur Les Aventures de Buzz l'Éclair ainsi que la série Hercule. Une semaine avant le mixage final, Berry reçoit une copie de l'épisode à composer. Le compositeur passe alors douze à quatorze heures par jour pour développer la bande-son, jouant surtout de la guitare. Berry affirme qu'il a « joué plus de guitare [de 2001 à 2004] que durant les dix années précédentes ».
Ensuite, il propose, la veille du mixage, une partition aux producteurs, réalisateur et quelques cadres de Disney. Comparé aux autres travaux auxquels a pris part Berry, il n'y a pas de réunion ayant pour sujet le style musical. Après avoir pris en considération les différentes notes des producteurs et scénaristes, le mixage est effectué et la composition est associée à l'épisode.
Pour la première saison, Berry développe un style musical axé sur la guitare ainsi que le style de Max Martin pour la chanteuse Britney Spears. Selon le compositeur, la popularité de la chanteuse Avril Lavigne, a accentué ce côté tourné vers le rock lors de la seconde saison. De plus, Berry se permet quelques clins d'œil aux compositions de John Barry, compositeur du thème des films de James Bond.
Le générique de la série, Call Me, Beep Me!, est composé par Adam Berry avec des paroles écrites par Cory Lerios et George Gabriel et interprétées par Christina Milian. Le 22 juillet 2003, la bande originale de la série sort sous le label Walt Disney Records avec treize morceaux. Dans cet album, deux chansons sont tirés d'épisode de la série. La première est Say the Word, interprétée par Christy Carlson Romano dans son personnage de Kim Possible lors de l'épisode Talents cachés (Hidden Talent) ; la seconde est The Naked Mole Rap, interprétée par Will Friedle (Robin Trépide) et Nancy Cartwright (Rufus) dans l'épisode Duel musical (Rappin'Drakken).
Heather Phares du site Allmusic.com attribue la note de 3⁄5, affirmant que l'album « n'est pas trop mielleux ou ennuyeux pour des oreilles d'adultes ». Elle clôt sa critique en disant que « l'album n'arrive pas à capturer le plaisir de la série mais qu'il est toujours mieux que la moyenne des bandes originales pour enfant ».
Le 22 mars 2005, une seconde version de l'album sort. La majorité des chansons du premier album sont conservées et les autres sont remplacées par une autre version du générique de la série, une autre chanson d'un personnage de la série, Rappin' Drakken par John DiMaggio dans son personnage du Docteur Drakken dans l'épisode Duel musical ainsi que la chanson Could it be, écrite par Cory Lerios et George Gabriel et interprétée par Christy Carlson Romano lors du téléfilm Kim Possible: Mission Cupidon (Kim Possible: So the Drama),.
En France, l'album sort le 6 avril 2006 dans une version différente de celle sortie aux États-Unis. En effet, sur cet album, il y a dix-sept pistes. La chanteuse Priscilla Betti enregistre un morceau spécialement pour cet album, appelé Mission Kim Possible. Les deux animateurs de Disney Channel France, Joan Faggianelli et Fabienne Darnaud, interprètent aussi une chanson pour promouvoir cet album, Code S-Pion.

## Épisodes

### Vue générale
Les trois premiers épisodes de la série sont diffusés le 7 juin 2002, à savoir Coup de cœur (Crush), Baignade interdite (Sink or Swim) et Le Nouveau Robin (The New Ron). Ensuite, Disney Channel diffuse une fois par semaine, ou toutes les deux semaines, un épisode inédit de la série. Trois mois après le début de la série outre-atlantique, Disney Channel France diffuse le premier épisode de Kim Possible en version française. Chaque épisode dure en moyenne vingt-deux minutes. La première saison se termine le 16 mai 2003, presque un an après le lancement de la série, avec l'épisode Grand méchant au rabais (Low Budget). Le 18 juillet 2003, le premier épisode de la saison 2, intitulé Le Tournoi des génies (Naked Genius), est diffusé. Le réalisateur Chris Bailey, réalisateur de l'ensemble des épisodes de la saison 1, est remplacé par David Block (17 épisodes), Steve Loter (14 épisodes) et Nicholas Filippi (un épisode) avant que Loter ne prenne en charge l'ensemble des épisodes de la série à partir de la saison 3.
La saison 3 est la plus courte de la série en termes d'épisodes avec quinze épisodes. À l'origine, elle est conçue pour être la dernière saison de la série Kim Possible avec le téléfilm Kim Possible, le film : Mission Cupidon (Kim Possible Movie: So the Drama).
Le réalisateur Steve Loter, en septembre 2005, affirme sur un site de fan, qu'il a été appelé pour réaliser une quatrième saison de la série Kim Possible. Christy Carlson Romano confirme elle-aussi, peu de temps après, le retour de la série. Le 11 novembre 2005, Disney annonce officiellement le renouvellement de la série pour une quatrième saison, avec vingt-deux épisodes prévus,. De nombreuses sources affirment que cette décision est notamment due à l'action d'un groupe de fan de la série, Save Kim Possible (« Sauver Kim Possible »). En janvier 2006, les scénaristes de la série annoncent le début du tournage de la future saison. Le 10 février 2007, quatre épisodes de la saison 4 sont diffusés. Celle-ci se conclut le 7 septembre 2007 avec un épisode spécial d'une heure, divisé en deux parties. Le réalisateur Steve Loter crée un blog, qu'il intitule So The Finale, où il informe les fans de la série des préparatifs des derniers épisodes, faisant découvrir les coulisses du studio. Schooley et McCorkle confient qu'une saison 5 est peu probable mais que si Disney leur propose de renouveler la série, ils y réfléchiront.
En tout, quatre-vingt-sept épisodes de Kim Possible sont produits et diffusés sur une période de cinq ans.

## Téléfilms
La série a donné naissance à deux téléfilms également diffusés sur Disney Channel. Après leurs diffusion, les deux téléfilms ont été séparés en trois parties pour être inclus dans la série et faciliter les rediffusions.
Le premier, intitulé Kim Possible : La Clé du temps et réalisé par Steve Loter, a été diffusé le 28 novembre 2003. Dans cette aventure, Kim et Robin sont séparés à cause du déménagement de ce dernier en Norvège. Mais leurs ennemis en revanchent s'allient pour conquérir le monde avec le Singe du Temps, qui peut leurs permettre de remonter le temps. Kim va donc devoir traverser le passé, le présent et le futur pour sauver le monde. Ce téléfilm se déroule après la deuxième saison de la série
Le second téléfilm, intitulé Kim Possible, le film : Mission Cupidon et également réalisé par Steve Loter, a été diffusé le 8 avril 2005. Dans cette aventures, Kim et Robin sont occupés par leurs histoires de cœurs, ce qui permet à Drakken de mettre en place le plan ultime qui pourrait, pour une fois, étonner tout le monde, même son acolyte Shego.
Une version longue de ce téléfilm a été montée exclusivement pour sa sortie vidéo. Il fait également partie de la collection des Disney Channel Original Movie dont il est le premier téléfilm d'animation. Il se déroule après la troisième saison et devait clore la série avant l'annonce de la quatrième saison.

## Adaptation en prise de vues réelle
Le 7 février 2018, Disney Channel annonce le développement d'un téléfilm en prise de vues réelle pour la collection des Disney Channel Original Movie.
Le téléfilm est écrit par Mark McCorkle et Bob Schooley, les créateurs de la série, avec l'aide de Josh Cagan. Il est réalisé par le duo Adam B. Stein et Zach Lipovsky. C'est la première fois qu'une série animée de la chaîne est adaptée en prise de vues réelle.